# Уилкокс, Герберт
Ге́рберт Си́дни Уи́лкокс (англ. Herbert Sydney Wilcox; 19 апреля 1890, Корк, Манстер — 15 мая 1977[…], Лондон) — британский кинопродюсер и кинорежиссёр, в начале карьеры изредка выступал как сценарист. Командор Ордена Британской империи.

## Биография
Герберт Уилкокс родился 19 апреля 1890 года в Корке (Ирландия), однако другие источники утверждают, что местом рождения будущего режиссёра был Лондон, а в Корке родилась его мать. Сам Уилкокс внести ясность в этот вопрос не мог. Уилкокс окончил английскую школу в Брайтоне. Во время Первой мировой войны служил лётчиком в Королевском лётном корпусе.
В 1919 году на жалованье, полученное за участие в военных действиях, основал собственную киностудию Astra Films, которая просуществовала всего семь лет. В 1920 году Уилкокс основал ещё одну студию — Graham Wilcox Productions, совместно с режиссёром Грэмом Каттсом. Позднее Уилкокс создал студию British National Company, которая затем была поглощена Associated British Picture Corporation. Сотрудники киностудий Уилкокса никогда не оставались без работы и получали своё жалованье в полном объёме даже в самые тяжёлые кризисные времена. Гереберт Уилкокс окончил свою кинокарьеру в 1959 году. В начале 1960-х годов все киностудии Уилкокса, потеряв его руководство, разорились, и в 1964 году он был объявлен банкротом. Однако успех его музыкальной комедии «Девушка Чарли», которая не сходила с подмостков театров Вест-Энда на протяжении пяти лет, выправил финансовую ситуацию.
Последние годы жизни Уилкокс тяжело болел и скончался 15 мая 1977 года в Лондоне. Похоронен на крупнейшем государственном кладбище Европы под названием «Кладбище и крематорий города Лондон».

### Личная жизнь
2 декабря 1916 года военный лётчик Герберт Уилкокс женился на девушке по имени Дороти Браун. Брак продолжался недолго: согласно решению суда «во время, пока муж находился на войне, его жена изменила ему с женатым мужчиной по имени Стэнли Стил, что может служить причиной для развода». Мистеру Уилкоксу и миссис Стил был выплачен штраф от неверных супругов в размере 750 фунтов плюс судебные издержки. Брак был расторгнут в июне 1917 года.

В 1918 году Уилкокс женился второй раз: его избранницей стала девушка по имени Мод Виолет Бауэр. У пары было четверо детей, но до 1943 года они развелись.

9 августа 1943 года 53-летний Уилкокс женился третий раз: его избранницей стала актриса Анна Нигл (1904—1986). Пара прожила в браке до самой смерти режиссёра в 1977 году, детей у них не было.

## Награды и номинации
- 1937 — приз Венецианского кинофестиваля в категории «Лучшая мировая премьера» за фильм «Виктория Великая[англ.]» — победа.
- 1937 — приз Венецианского кинофестиваля «Кубок Муссолини» в категории «Лучший иностранный фильм» за фильм «Виктория Великая» — номинация.
- 1947 — приз Daily Mail National Film Awards в категории «Лучший фильм» за фильм «Происшествие на Пикадилли[англ.]» — победа.
- 1948 — приз Венецианского кинофестиваля «Великая международная награда» за фильм «Весна на Парк-Лейн[англ.]» — номинация.
- 1948 — приз Daily Mail National Film Awards в категории «Лучший фильм» за фильм «The Courtneys of Curzon Street» — победа.
- 1949 — приз Daily Mail National Film Awards в категории «Лучший фильм» за фильм «Весна в Парк-Лейн» — победа.
- 1951 — приз Daily Mail National Film Awards в категории «Лучший фильм» за фильм «Одетта» — победа.
- Командор Ордена Британской империи

## Избранная фильмография

### Продюсер
125 фильмов с 1922 по 1959 год
- 1922 — Огни страсти[англ.] / Flames of Passion
- 1923 — Чу-Чин-Чоу[англ.] / Chu-Chin-Chow
- 1924 — Ночи Декамерона[англ.] / Decameron Nights
- 1925 — Единственный путь[англ.] / The Only Way
- 1926 — Нелл Гвин[англ.] / Nell Gwyn
- 1928 — Рассвет[англ.] / Dawn
- 1930 — Укромное лежбище[англ.] / Rookery Nook (в титрах не указан)
- 1930 — Любови Роберта Бёрнса[англ.] / The Loves of Robert Burns
- 1931 — Пёстрая лента[англ.] / The Speckled Band (в титрах не указан)
- 1932 — Голубой Дунай[англ.] / The Blue Danube
- 1932 — Спокойной ночи, Вена[англ.] / Goodnight, Vienna
- 1933 — Королевский кубок[англ.] / The King's Cup
- 1933 — Горькая сладость[англ.] / Bitter Sweet
- 1933 — Да, мистер Браун[англ.] / Yes, Mr Brown
- 1933 — Соррел и сын[англ.] / Sorrell and Son
- 1934 — Дело королевы[англ.] / The Queen's Affair
- 1934 — Нелл Гвинн[англ.] / Nell Gwynn
- 1935 — Миллионы Брюстера[англ.] / Brewster's Millions
- 1935 — Никогда не покидай меня[англ.] / Escape Me Never
- 1935 — Где Джордж?[англ.] / Where's George?
- 1935 — Выйди из кладовки[англ.] / Come Out of the Pantry
- 1936 — Это заставит тебя засвистеть[англ.] / This'll Make You Whistle
- 1936 — Три принципа[англ.] / Three Maxims
- 1937 — Лондонская мелодия[англ.] / London Melody
- 1937 — Свет рампы[англ.] / Limelight
- 1937 — Виктория Великая[англ.] / Victoria the Great
- 1937 — Крыса[англ.] / The Rat
- 1938 — Королевский развод[англ.] / A Royal Divorce
- 1938 — Шестьдесят славных лет[англ.] / Sixty Glorious Years
- 1938 — Опасные блондинки[англ.] / Blondes for Danger
- 1939 — Медсестра Эдит Кавелл[англ.] / Nurse Edith Cavell
- 1940 — Ирен[англ.] / Irene
- 1940 — Нет, нет, Нанетт[англ.] / No, No, Nanette
- 1941 — Санни[англ.] / Sunny
- 1942 — Они улетели одни[англ.] / They Flew Alone
- 1943 — Вечность и один день / Forever and a Day
- 1943 — Жёлтая канарейка[англ.] / Yellow Canary
- 1945 — Я живу на площади Гроувнер[англ.] / I Live in Grosvenor Square
- 1946 — Происшествие на Пикадилли[англ.] / Piccadilly Incident
- 1948 — Весна на Парк-Лейн[англ.] / Spring in Park Lane
- 1948 — Элизабет из Ледимида[англ.] / Elizabeth of Ladymead
- 1949 — Май в Мейфейре[англ.] / Maytime in Mayfair
- 1950 — Одетта / Odette
- 1950 — В синеву[англ.] / Into the Blue
- 1951 — Леди с лампой[англ.] / The Lady with a Lamp
- 1952 — День дерби[англ.] / Derby Day
- 1952 — Последнее дело Трента[англ.] / Trent's Last Case
- 1953 — Опера нищих / The Beggar's Opera
- 1953 — Смеющаяся Анна[англ.] / Laughing Anne
- 1954 — Неприятности в долине[англ.] / Trouble in the Glen
- 1954 — Весенняя сирень[англ.] / Lilacs in the Spring
- 1955 — Королевская рапсодия[англ.] / King's Rhapsody
- 1956 — Моя дочь-подросток[англ.] / My Teenage Daughter
- 1957 — Происшествие на Янцзы: История корабля «Аметист»[англ.] / Yangtse Incident: The Story of H.M.S. Amethyst
- 1958 — Человек, который не мог говорить[англ.] / The Man Who Wouldn't Talk
- 1959 — Флотская шутка[англ.] / The Navy Lark

### Режиссёр
59 фильмов с 1923 по 1959 год
- 1923 — Чу-Чин-Чоу[англ.] / Chu-Chin-Chow
- 1924 — Ночи Декамерона[англ.] / Decameron Nights
- 1925 — Единственный путь[англ.] / The Only Way
- 1926 — Нелл Гвин[англ.] / Nell Gwyn
- 1926 — Лондон[англ.] / London[6]
- 1927 — Кончики пальцев[англ.] / Tip Toes[6]
- 1927 — Мадам Помпадур[англ.] / Madame Pompadour
- 1928 — Рассвет[англ.] / Dawn
- 1930 — Любови Роберта Бёрнса[англ.] / The Loves of Robert Burns
- 1932 — Голубой Дунай[англ.] / The Blue Danube
- 1932 — Спокойной ночи, Вена[англ.] / Goodnight, Vienna
- 1933 — Королевский кубок[англ.] / The King's Cup
- 1933 — Горькая сладость[англ.] / Bitter Sweet
- 1933 — Да, мистер Браун[англ.] / Yes, Mr Brown
- 1934 — Дело королевы[англ.] / The Queen's Affair
- 1934 — Нелл Гвинн[англ.] / Nell Gwynn
- 1936 — Это заставит тебя засвистеть[англ.] / This'll Make You Whistle
- 1936 — Три принципа[англ.] / Three Maxims
- 1937 — Лондонская мелодия[англ.] / London Melody
- 1937 — Свет рампы[англ.] / Limelight
- 1937 — Виктория Великая[англ.] / Victoria the Great
- 1938 — Шестьдесят славных лет[англ.] / Sixty Glorious Years
- 1939 — Медсестра Эдит Кавелл[англ.] / Nurse Edith Cavell
- 1940 — Ирен[англ.] / Irene
- 1940 — Нет, нет, Нанетт[англ.] / No, No, Nanette
- 1941 — Санни[англ.] / Sunny
- 1942 — Они улетели одни[англ.] / They Flew Alone
- 1943 — Вечность и один день / Forever and a Day
- 1943 — Жёлтая канарейка[англ.] / Yellow Canary
- 1945 — Я живу на площади Гроувнер[англ.] / I Live in Grosvenor Square
- 1946 — Происшествие на Пикадилли[англ.] / Piccadilly Incident
- 1948 — Весна на Парк-Лейн[англ.] / Spring in Park Lane
- 1948 — Элизабет из Ледимида[англ.] / Elizabeth of Ladymead
- 1949 — Май в Мейфейре[англ.] / Maytime in Mayfair
- 1950 — Одетта / Odette
- 1950 — В синеву[англ.] / Into the Blue
- 1951 — Леди с лампой[англ.] / The Lady with a Lamp
- 1952 — День дерби[англ.] / Derby Day
- 1952 — Последнее дело Трента[англ.] / Trent's Last Case
- 1953 — Смеющаяся Анна[англ.] / Laughing Anne
- 1954 — Неприятности в долине[англ.] / Trouble in the Glen
- 1954 — Весенняя сирень[англ.] / Lilacs in the Spring
- 1955 — Королевская рапсодия[англ.] / King's Rhapsody
- 1956 — Моя дочь-подросток[англ.] / My Teenage Daughter
- 1957 — Эти опасные годы[англ.] / These Dangerous Years
- 1958 — Человек, который не мог говорить[англ.] / The Man Who Wouldn't Talk
- 1958 — Удивительные вещи![англ.] / Wonderful Things!
- 1959 — Сердце мужчины / The Heart of a Man

### Сценарист
11 фильмов с 1922 по 1933 год
- 1922 — Огни страсти[англ.] / Flames of Passion
- 1923 — ? / Paddy the Next Best Thing
- 1923 — Чу-Чин-Чоу[англ.] / Chu-Chin-Chow (адаптация)
- 1924 — Южная любовь[англ.] / Southern Love
- 1924 — Ночи Декамерона[англ.] / Decameron Nights
- 1926 — Нелл Гвин[англ.] / Nell Gwyn
- 1928 — Рассвет[англ.] / Dawn (адаптация)
- 1929 — Женщина в белом[англ.] / The Woman in White
- 1930 — Любови Роберта Бёрнса[англ.] / The Loves of Robert Burns
- 1930 — Тонны денег[англ.] / Tons of Money (адаптация)
- 1933 — Горькая сладость[англ.] / Bitter Sweet (в титрах не указан)